# Арбер, Вернер
Ве́рнер А́рбер (нем. Werner Arber; род. 3 июня 1929, Гренихен, Швейцария) — швейцарский микробиолог и генетик, лауреат Нобелевской премии в области медицины и физиологии 1978 года. Открыл рестрикционные ферменты.

## Биография
В 1949—1953 годах учился в Швейцарской политехнической школе, где занимался изотопом Cl-34. После окончания политеха в 1953 году начал работать в биофизической лаборатории Университет Женевы в области электронной микроскопии. Занимался исследованиями мутантами бактериофага лямбда, которые легли в основу его докторской диссертации.
В 1958—1960 годах работал в Университете Южной Калифорнии, затем вновь вернулся в Женеву. В 1971 году перешёл в Университет Базеля, в 1971—1996 гг. профессор молекулярной микробиологии Biozentrum University of Basel. В 1986—1988 гг. ректор Базельского университета. С 1996 года эмерит-профессор.
В 1996—1999 годах президент Международного совета по науке.
14 января 2011 года стал руководителем Папской Академии Наук. Он стал первым протестантом, занявшим этот пост. Оставил его в 2017 году.
Член EMBO (1964) и фелло American Society for Microbiology (1996). Член European Academy of Arts, Sciences and Humanities (1981). Иностранный член НАН США (1984).
Иностранный почётный член Американской академии искусств и наук (1984). Член Европейской академии (1989). Член TWAS (1997). Почётный член Венгерской АН (2007).
Почётный доктор, в частности, Страсбургского университета.
Поставил свою подпись под «Предупреждением учёных человечеству» (1992).
В 2016 году подписал письмо с призывом к Greenpeace, Организации Объединённых Наций и правительствам всего мира прекратить борьбу с генетически модифицированными организмами (ГМО). В 2024 году подписал письмо с призывом остановить войны на Украине и в секторе Газа.
Его дочь, Сильвия Арбер, известный нейробиолог.